# Torres de la Alameda
Torres de la Alameda là một đô thị trong Cộng đồng Madrid, Tây Ban Nha. Đô thị này có diện tích 43,8 km², dân số theo điều tra năm 2010 của Viện thống kê quốc gia Tây Ban Nha là 7896 người. Đô thị này nằm ở khu vực có độ cao 654 mét trên mực nước biển.